# 大社町
大社町（たいしゃまち）は、かつて島根県の日本海に面していた町。2005年3月22日、市町村合併により現在は出雲市の一部となっている。
出雲大社の鳥居前町であった。

## 地理

### 隣接する自治体
- 出雲市
- 平田市

## 歴史
- 1925年（大正14年）4月1日 - 杵築町・杵築村が合併して大社町が発足。
- 1951年（昭和26年）4月1日 - 荒木村・日御碕村・鵜鷺村・遙堪村と合併し、改めて大社町が発足。
- 1970年（昭和45年）8月1日 - 大社町大字入南・遥堪の各一部を出雲市（旧出雲市）が編入。
- 2005年（平成17年）3月22日 - 出雲市・平田市・佐田町・多伎町・湖陵町と合併し、改めて出雲市が発足。同日大社町廃止。この際、地名は旧2市についてはそのままとし、旧4町は合併前の町名を前につけることになったが、大社町の読み方が「たいしゃまち」から「たいしゃちょう」に変更された。

## 産業

### 農業
『大日本篤農家名鑑』によれば、杵築村の篤農家 は「廣澤幸得、仙田敏徳」、荒木村の篤農家は「伊藤兼市、川上巳之助」、日御碕村の篤農家は「武田常太郎、山崎卜鳳、藤村竹一郎」、鵜鷺村の篤農家は「田中喜太郎、多根金五郎」、遙堪村の篤農家は「上野健右衛門、古川祐三郎、佐々木傳市、原常三郎、小川貞三郎」などである。

### 漁業
- 大社漁港
- 宇竜漁港
- 鷺浦漁港
- 鵜峠漁港

## 姉妹都市・提携都市

### 国内
- 桜井市（奈良県）
  - 1989年10月2日友好都市提携調印
- 琴平町（香川県）
  - 2004年9月25日友好都市提携調印

## 地域

### 教育

#### 小学校
- 大社町立大社小学校（現・出雲市立大社小学校）
- 大社町立荒木小学校（現・出雲市立荒木小学校）
- 大社町立遥堪小学校（現・出雲市立遥堪小学校）
- 大社町立日御碕小学校（市町村合併後は出雲市立日御碕小学校となり、2015年に廃校）
- 大社町立鵜鷺小学校（市町村合併後は出雲市立鵜鷺小学校となり、2015年に廃校）

#### 中学校
- 大社町立大社中学校（現・出雲市立大社中学校）
- 大社町立日御碕中学校（1969年に廃校）
- 大社町立鵜鷺中学校（1985年に廃校）

#### 高等学校
- 島根県立大社高等学校

## 交通

### 鉄道
- 一畑電気鉄道
  - 大社線：浜山公園北口駅 - 出雲大社前駅

1990年（平成2年）4月1日までは西日本旅客鉄道（JR西日本）大社線が通っており、町内には大社駅が所在した。

### 道路
- 国道431号

### バス
- 一畑バス
  - 上塩治車庫 - 島根医大病院 - 出雲市駅 - 厚生年金会館前 - 高松 - 浜山運動公園大社高校入口 - 駅通り - 電鉄大社駅 - 出雲大社 - 日御碕 - 宇竜
  - 上塩治車庫 - 島根医大病院 - 出雲市駅 - 厚生年金会館前 - 高松 - 浜山運動公園大社高校入口 - 南原 - 電鉄大社駅 - 出雲大社
  - 出雲大社 - 奥谷 - 鷺浦 - 森林公園 - 鵜峠（うど） - 猪目本町 - 猪目分校 - 奥谷 - 出雲大社
    - 右回り(→)・左回り(←) ともに運行。

## 名所・旧跡・観光スポット・祭事・催事
- 出雲大社
- 日御碕
- 出雲日御碕灯台
- 旧・JR大社駅舎

## 大社町出身の有名人

### 政治・経済
- 青木一彦（自民党参議院議員）
- 青木幹雄（自民党参議院議員、内閣官房長官、島根県議会議員）
- 大村義雄（八田工業取締役会長） - 大村貞蔵の息子。
- 桜井三郎右衛門（山陰酸素工業社長、仁多町長） - 大村貞蔵の息子。仁多町・桜井家の養子。
- 竹内繁蔵（旅館竹野屋経営主、大社町長） - 竹内まりやの父。

### 文化・芸能
- 竹内まりや（歌手、シンガーソングライター） - 竹内繁蔵の娘。山下達郎の妻。
- ひらかわあや（漫画家）

### その他
- 青木伊平 - 竹下登（第74代内閣総理大臣）の元秘書。